# Leptocyathus
Leptocyathus is een uitgestorven geslacht van neteldieren uit de klasse van de Anthozoa (bloemdieren).

## Soort
- Leptocyathus elegans Milne Edwards & Haime, 1850 †